# 大木金太郎
大木 金太郎（おおき きんたろう、1929年2月24日 - 2006年10月26日）は、大韓民国（日本統治時代の朝鮮）・全羅南道高興郡錦山面（居金島）出身のプロレスラー。本名：金泰稙（キム・テシク、Kim Thae-sik、김태식）、別名義：金一（キム・イル、Kim Il、김일）。生年については当初1933年と公表していた。1994年国民勲章石榴章、2000年体育勲章猛虎章、2006年体育勲章青龍章追叙。韓国では「大韓プロレス」のエース兼プロモーターとして、韓国プロレス界の発展に尽力した。金光植は実弟。

## 来歴
本貫は金海金氏。韓国ではシルム選手として活動。1958年、同郷の英雄である力道山に憧れて漁船で日本に密入国し、プロレス入りのチャンスをうかがっていたが、1959年に入管法違反で逮捕される。力道山が身元引受人となり、日本プロレスコミッショナーの大野伴睦代議士を動かしたことで釈放され、日本プロレスに入門して同年11月に「大木金太郎」のリングネームでジョー樋口相手にデビュー。翌年にはジャイアント馬場とアントニオ猪木がデビューしており「若手三羽烏」と称された。
1963年にアメリカ武者修行に旅立ち、ロサンゼルスのWWAでは日系アメリカ人レスラーのミスター・モトとのタッグチームで活動、12月10日にベアキャット・ライト&レッド・バスチェンを破りUSタッグ王座（後のWWA世界タッグ王座）を獲得するなどしたが、同年12月8日に力道山が刺され12月15日に死亡したことで、力道山を心の拠り所にしていた大木は居場所がなくなり、韓国へ一旦帰国した。
1964年9月より再びアメリカへ渡り、10月16日にテキサス州ヒューストンにおいてルー・テーズのNWA世界ヘビー級王座に挑戦。この試合で大木はテーズにセメントを仕掛け、原爆頭突きの乱打を放ったが、テーズから返り討ちに遭ってレフェリーストップ負けを喫し、顔面を24針縫う重傷を負った。
1965年8月、韓国のソウルで行われた極東ヘビー級王座決定トーナメントにおいて、6日の1回戦で長沢秀幸、7日の準決勝で吉村道明、10日の決勝で芳の里に勝利して、同王座の初代王者となる。以降、翌1966年12月にタイトルを返上するまで、リッパー・コリンズ、ジョー・スカルパ、キラー・カール・コックス、ターザン・ゾロなどを挑戦者に、日本と韓国を股に掛けて防衛戦を行った。
その間、1966年10月に豊登が東京プロレスを旗揚げし、猪木も日本プロレスを去って東京プロレスに参加したため、日本プロレスはその穴埋めに大木を韓国から呼び戻すと「金剛金太郎」のリングネームで売り出そうとしたが失敗。「大木金太郎」へと戻り馬場に次ぐ日本プロレスNo.2のレスラーとして活動していたが、活動を停止した東京プロレスから猪木が日本プロレスへ復帰してきたことで、再び馬場と猪木の陰に隠れた存在となった。
1967年4月29日、ソウルでマーク・ルーインからWWA世界ヘビー級王座を獲得、名実共に韓国プロレス界のトップに立ったが、3カ月後にロサンゼルスでマイク・デビアスに奪取されている。この頃「二代目力道山襲名」「国際プロレス移籍」という話もあったが、いずれも実現しなかった。
1968年11月9日、ソウルにおいてバディ・オースチンを破り、力道山の死去により空位となっていたアジアヘビー級王座を獲得。以降、日本および韓国において、バスター・ロイド、ブル・ラモス、マリオ・ミラノ、クラッシャー・リソワスキー、ミスター・アトミック、ブラック・ゴールドマン、ジン・アンダーソン、プリンス・イヤウケア、ブルート・バーナード、レジー・パークスらを相手に王座を防衛。1971年1月にビル・ドロモにタイトルを奪われるも翌月には奪回に成功、その後もアール・メイナード、ドン・レオ・ジョナサン、ボブ・カーセン、ジョー・ハミルトン、ドン・デヌーチ、ミスター・レスリング（ゴードン・ネルソン）などの挑戦を退けた。
1971年に猪木のクーデター事件を発端に、猪木と馬場が相次いで日本プロレスを退団してそれぞれが新団体を創立したことにより、大木は坂口に次ぐ日本プロレスの看板選手となり、馬場が辞任した選手会長の後任となっていた。1972年12月1日にボボ・ブラジルとの「頭突き世界一決定戦」がインターナショナル・ヘビー級王座の決定戦となり、第一戦は敗れるも、3日後の再戦で勝利してインター王座を獲得した。その後、ビリー・レッド・ライオンとフリッツ・フォン・エリックを相手に防衛戦を行うが、馬場と猪木の抜けた穴は大きく、さらには当時金網デスマッチの人気が沸騰していた国際プロレスの猛追にあうなど、日本プロレスの人気は急激に凋落していった。
この頃、日本プロレスのテレビ中継を行っていたNETテレビが坂口征二を仲介役として、猪木が旗揚げした新日本プロレスとの合併を模索し（名称は「新・日本プロレス」を予定されていた）、「猪木・新日本との合併を認めなければ中継を打ち切る」と強硬姿勢に出たため合併交渉が急速に進展し、日本プロレスの選手会もグレート小鹿が窓口となりこれに同意したが、この時期に韓国に滞在していており、日本に不在であった大木が決定に反発し、日本に戻った1973年2月16日の後楽園ホール大会試合前の控室で記者たちの前で大々的に「猪木と坂口との合体は聞いていない。合体話は猪木が日プロ乗っ取りを企んだことを認めることになり、絶対に反対だ」「日本プロレスの灯を消すな!」と、合併に異を唱えて猛反対し、一度は合併に承諾した選手会の総意を大半の選手とフロント勢が覆して大木の意見に賛同したため合併は破談となった。さらに大木は坂口に無断で、坂口と坂口の付き人である木村聖裔（木村健悟）、小沢正志（キラー・カーン）、大城勤（大城大五郎）の4人の新日本プロレスへの移籍を発表してしまい、大木と坂口とは口を聞かない冷戦状態になったうえに、団体内も大木ら残留派と坂口ら移籍派の抗争状態となった。
結果として裏切者扱いされた坂口らは退団して新日本プロレスに移籍、大木はこれにより落日の日本プロレスを支える単独エースに付くことになった。大木は当初「NETテレビは日プロを見捨てないだろう。新日本の中継を開始しても、NETのプロレス中継は日プロ・新日本の隔週放送となり、引き続き日本プロレスの試合を中継してくれると思う」という甘い考えで楽観視していたが、坂口らの移籍と同時にNETは1973年3月、日本プロレス中継の打ち切りと新日本プロレスの中継開始を正式発表した。これにより経営難に陥っていた日本プロレスは放送権料を失う形となり、社長の芳の里淳三は興行活動の断念を表明するも、大木ら選手会は積立金などを切り崩して「選手会自主興行」を強行したが記録的な不入りとなり、結局日本プロレスは同年4月に興行活動を停止し、事実上崩壊した。
日本プロレス崩壊により、大木ら日本プロレス選手とは一旦「力道山家預かり」となった後に、日本テレビなどの有力者の仲介を受ける形で全日本プロレスに入団（正式には日本テレビとの3年の専属契約を締結し、全日本プロレスに派遣）するが、「日プロと全日本の対等合併」と聞かされていたのとは異なり、実質的に「全日本による吸収合併」であった。当初から日プロ残党の受け入れに難色を示していた馬場からマッチメイクなどで徐々に冷遇されたことから、大木は同年12月を最後に日本テレビとの契約途中で全日本から撤退し韓国へ帰国した。インターおよびアジアヘビーの防衛戦が組まれずに不満がたまっていたところに、馬場がザ・ファンクスの保持していたインターナショナル・タッグ王座に挑戦した際、パートナーに大木ではなく新人の鶴田友美が起用されたことが決定的な原因だったという。
韓国へ帰国後は、韓国産の海苔を日本に輸出する海産物業（キム・イル産業社）へビジネスを移しつつあったが、その後、1974年に猪木への対戦要求を経て新日本プロレスに参戦し、1974年10月10日、蔵前国技館において猪木とのシングル戦を行う（セコンドは元日本プロレス社長：芳の里、元日本プロレス幹部：九州山ら）。この試合は猪木が大木の頭突きをひたすら受け続けた後にバックドロップで仕留め、猪木にとっては大木から初の、そして唯一の勝利となった。試合終了後には両者が感極まって抱き合うシーンも見られた。一方で坂口とは、日本プロレス崩壊時の「俺が新日本と合併しようとしたのを潰して追い出しておいて何を今さら」という遺恨から3度にわたる壮絶な喧嘩マッチ（2回がノー・コンテスト、1回は場外で坂口に椅子で頭を強打されて朦朧とする間にリングアウト負けを喫した）を展開した。ソウルで猪木の挑戦を受けてインターナショナル・ヘビー級王座の防衛戦を行ったこともあるが、これは猪木唯一のインター戦となった。新日本プロレスのリングでは、1975年4月開幕の第2回ワールドリーグ戦にも出場。猪木、坂口をはじめ、ストロング小林、マサ斎藤、キラー・カール・クラップ、スーパー・デストロイヤーとも対戦した。新日本マットからは同年5月のワールドリーグ戦終了とともに撤退した。
1975年下期より大木は全日本プロレスに復帰して、10月30日に蔵前国技館において馬場とのシングル戦が実現。6分49秒で馬場がフォール勝ちを収めた。その後は再び全日本を主戦場として、12月にはオープン選手権および力道山十三回忌追悼興行（「頭突き世界一決定戦」と題されたアブドーラ・ザ・ブッチャー戦）に出場。1976年には日本プロレスの崩壊で消滅したアジアヘビー級王座が復活、最終王者だった大木が継続して選手権保持者となり、全日本プロレスにおいてもワルドー・フォン・エリック、ジャンボ鶴田、馬場との防衛戦が行われた。同年10月28日には愛弟子のキム・ドク（タイガー戸口）をパートナーに、馬場&鶴田を破ってインターナショナル・タッグ王座を獲得。1977年12月にはドクとのコンビで世界オープンタッグ選手権に参加した。1978年と1979年には世界最強タッグ決定リーグ戦にも連続して参加している（1979年のパートナーはキラー・トーア・カマタ）。大木&ドクの韓国師弟コンビと馬場&鶴田の全日本師弟コンビの抗争は、この時期の全日本プロレスのドル箱カードであった。なお、ドク（戸口）には大木がブッチャーと共闘したことに憤慨して大木と袂を分かち、ザ・ファンクスの仲介で全日本に入団し鶴田に次ぐ「全日本第三の男」として重用された（戸口はその後、1981年に全日本から新日本に移籍）。
1979年10月5日に後楽園ホールで行われた国際プロレスの3大タイトルマッチへも特別参戦し（当日は国際プロレスのシリーズに参戦していたジョー・ルダックが全日本プロレスに大木の代役で出場）、上田馬之助と組んでマイティ井上&アニマル浜口が保持するIWA世界タッグ王座に挑戦した（試合中に上田と仲間割れを起こして敗退）。1980年2月18日、東京12チャンネルの主導で国際プロレスへ入団（後述）。日本では長く封印状態にあったインターナショナル・ヘビー級王座の防衛戦を、ルダック、ジプシー・ジョー、ドロモ、上田らを挑戦者として行われた。3月31日には後楽園ホールにおいてニック・ボックウィンクルのAWA世界ヘビー級王座にも挑戦。10月5日には金沢市において、アレックス・スミルノフとの金網デスマッチを行っている。しかし、11月から「目の負傷」を理由に試合を欠場。国際との契約は更新されず、そのまま1年足らずで離脱した。
その後、全日本プロレスからの「NWAが認定しているインターナショナル・ヘビー級選手権のタイトルマッチを、NWAに加盟していない国際プロレスで実施したのはNWAメンバーとして問題である（大木は馬場の推薦で、韓国のプロモーターとしてNWAに加盟していた）」という勧告に応じて1981年4月にインター王座を返上、全日本プロレスで復活させている（引き替えに1977年に馬場に奪取されて以降、そのまま封印されていたアジアヘビー級王座が大木に返還されている）。これを機会に三たび、全日本プロレスに参戦するようになったが、1982年の阿修羅・原戦を最後に首の持病が悪化し、レスラーとしては事実上のリタイア状態となった。

## 引退セレモニー、その後
1995年4月2日に行われたベースボール・マガジン社（週刊プロレス）主催のオールスター戦「夢の懸け橋」東京ドーム大会で、それまでの功績を讃えて正式な「引退セレモニー」が行われた。
車椅子姿で花道を入場してきたが、リング・インの際は気丈に立ち上がり、ルー・テーズと共にリング内に進むと四方へ頭を下げ、ファンの声援を受けると現役時代からであるが流暢な日本語で「（感激で）胸がいっぱいで声が出ません」と涙を流した。ファンへの感謝とお詫びの言葉、力道山との思い出などを語り、引退のテン・カウントを聞くと眼を閉じて号泣した。リングを降りる間際ニュートラル・コーナーへ歩み寄ると、鉄柱に頭を付け愛おしそうに撫で、リングをあとにした。
自宅が火災に遭い全焼し、所有していた過去のビデオや資料がすべて焼失してしまった。その後、日本のプロレスファンから、自身の試合を収録したビデオを贈られた際には感激したそうである。
2005年9月の「月刊朝鮮」によると、ソウル市内の病院に入院中で、頭突きの後遺症による脳血管疾患と高血圧・心不全・下肢浮腫を患っている状態であったという。体重は78kgほどまで落ち、10年前に再婚した夫人が看病に当たっていると韓国国内に報じられた。
2006年9月9日、韓国ソウルのソウル蚕室総合体育館で開催された「世界プロレスリング協会（WWA）2006ソウル大会」に、数少なき後輩たちのファイトを見守るために姿を現した。車椅子に乗った大木ことキム・イルが現われると、2000人あまりの観衆たちは熱い拍手を送り、彼の名前を連呼した。痛風も患って体調は変わらず悪かったものの「今大会のような世界的大会が今後も開催されるように、韓国プロレスの発展を手助けしたい。多くの方々が心配してくれたお陰で健康状態は良くなった。熱心に後輩たちを支援するつもりだ。今後もファンがプロレスに多くの声援を送ってくだされば良いと思う」とのメッセージを残した。
最晩年にテレビ番組の企画でアントニオ猪木が闘病中の大木の自宅を訪問している。大木と猪木は再会を大いに喜び、若き日の思い出話を語り合った。若手時代の猪木は力道山に徹底的にしごかれ、時には付き人として理不尽な仕打ちを受けていたが、最も親身に相談に乗ってくれたのは大木だったという。なお、猪木のデビュー戦の相手は大木が務めている。プロレス界においてタブーともいえる「トップレスラーの得意技を使用してはいけない」という暗黙の了解を大木が破り、卍固めを使用した際も猪木は「大木さんの技は首を極めておらず、僕の卍固めとは別物でしょう」として咎めることは無かった。
2006年10月26日、ソウル特別市蘆原区の乙支病院において慢性心不全と腎臓血管異常による心臓麻痺により死去。77歳没。
大木が没して14年後となる2020年、大韓民国国家報勲処は大木（金一）が韓国スポーツ界発展に尽くした功績を評価し、国家顕彰者として大田市の国立大田顕忠院国家社会貢献者墓域（国立墓地）に大木を改葬することを決定し、5月22日に大木の遺骨が納骨された。

## 獲得タイトル
WWA
- WWA世界ヘビー級王座：1回[14]
- WWA USタッグ王座：1回（w / ミスター・モト）[10]

NWAウエスタン・ステーツ・スポーツ
- NWAウエスタン・ステーツ・タッグ王座：1回（w / 朴松男) [34]

日本プロレス
- アジアヘビー級王座：4回[16]
- アジアタッグ王座：4回（w / 吉村道明×3、アントニオ猪木）[35]
- インターナショナル・ヘビー級王座：1回[36]
- インターナショナル・タッグ王座：4回（w / 坂口征二、上田馬之助、キム・ドク×2）[25]

大韓プロレス協会
- 極東ヘビー級王座：1回[37]
- NWAオリエンタル・タッグ王座 : 1回（w / 南海山）[38]

## 得意技
ヘッドバット
大木は石頭として知られ、ヘッドバットと言うより「頭突き」と言った方が当てはまる。片手で相手の頭を鷲掴みにし一本足の体勢から投球フォームのように繰り出す独特の頭突きスタイルは「原爆頭突き」（または「一本足頭突き」）と呼ばれ、リングガウンの背中には原爆投下時のキノコ雲のような噴煙も描かれた。同じくヘッドバットの使い手であったボボ・ブラジルとの試合はヘッドバット合戦になることで知られた。大木のヘッドバットは後に藤原喜明に受け継がれ、藤原も一本足ヘッドバットの使い手として有名である。サードロープに足をかけて落差を付けるバージョンも存在する。
X固め
独自のアレンジを加えた変形卍固め。相手の首に足をかけず、後頭部を膝で内側へ押し込むことで脱出を困難にする。国際プロレス末期のフィニッシュ・ホールドである。
なお日本プロレス時代、猪木とほぼ同型の卍固めを使用していた時期がある。
急所打ち
アトミック・ドロップとは逆方向で、向かい合った状態で相手に対してダブル・レッグ・ダイブで抱え上げ、右足を突き出す形で片膝立ちになり、腿に相手の股間を叩きつける。全日で馬場と抗争を展開していた頃に使用していた。実況中継では反則技扱いされていたが、アドリアン・アドニスらが用いていたほぼ同型のマンハッタン・ドロップは反則扱いされていない。
ブレーンバスター
国際プロレス時代にしばしば披露した。相手を後ろに大きく背面から投げ落とす形である。
足4の字固め

## 入場テーマ曲
- COSMIC HIGHWAY/コージー・パウエル（国際プロレス時代）[39]

## 逸話
- 豊登、猪木の日本プロレス離脱により、馬場に次ぐ二番手の地位を築いていた大木であったが、猪木の日プロ復帰、坂口の入団などにより中堅の地位に甘んじていた1968年1月には、国際プロレス（当時はTBSプロレス）への移籍話が取り沙汰された。TBSプロレスは旗揚げシリーズで、エース候補として売り出しを図ったグレート草津、サンダー杉山がことごとくタイトルマッチ（TWWA世界ヘビー級選手権）でルー・テーズに敗れ、当初は看板選手として売り出す考えのなかった豊登まで駆り出されるなど、日本人陣営が手薄である事は明白であった。そこで、当時TBSプロレスのブッカーであったグレート東郷が大木に接触し、TBSプロレスへの移籍に一旦は合意。大木は一時は日プロに辞表を提出、TBSプロレスの興行が行われる予定の仙台へ来場したが、日プロ後援者らの介入で直前でこれを阻止され、大木はTBSへの移籍を断念する結果となった。この一件が後にユセフ・トルコによる東郷への暴行事件の伏線の一つとなった。
- 得意技に頭突きを選んだ理由としては、当時朝鮮系は石頭というステレオタイプ的なイメージから力道山が「お前は韓国人だから頭を鍛えなさい」といわれたことに依拠する。大木いわく、頭突きの鍛錬方法はゴルフクラブのドライバーで力道山が頭部を殴っていたという。映画力道山での初登場シーンは掛け声とともに鉄柱に突進するシーンである
- 日本プロレスの崩壊後、韓国を拠点にしつつ、新日本・全日本の両団体に参戦していた大木であったが、1980年2月には『国際プロレスアワー』の視聴率の低迷にあえぐ東京12チャンネル（現在のテレビ東京）に乞われる形で、国際プロレスに入団[26]し、2月シリーズである「'80スーパー・ファイト・シリーズ」から参戦した。しかし、国際プロレスの社長であった吉原功は全く関知しておらず、国際側と12チャンネル側の関係がさらにギクシャクする形となったことは否定できなかった。結局、大木入団後における『国際プロレスアワー』の視聴率は低下し（開始当初からのディレクターが人事異動により抜けた影響もある）、大木自身も11月1日開幕の「'80デビリッシュ・ファイト・シリーズ」開催中の同年11月8日に退団[29]（退団後の「'81新春パイオニア・シリーズ」のポスターにも大木の写真が掲載されていた）。翌年には、国際プロレスは12チャンネルから放映を打ち切られて崩壊した。
- 1968年12月1日、宮城県スポーツセンター大会で、大木は左耳の半分が削がれ、大流血する壮絶なリング・アクシデントを経験している。この試合では大木は猪木とタッグを組み、ブルート・バーナード&ロニー・メインと対戦。大木の執拗な挑発に対してバーナードは角材を持ち出した。大木はその角材を自慢の石頭で受けようとし、頭を固定するため軽く首を振った瞬間に、バーナードが振り下ろした角材が左耳を直撃。上半身を鮮血で染めるほどの大流血となった。試合後、大木は病院に直行し14針縫合したが、医師の話では「あと2センチほどで左耳は完全に削ぎ落ちていた」というほどの大怪我であった。同様なケースとして、1959年にキラー・コワルスキーがユーコン・エリックの左耳を削ぎ落としてしまった事故が挙げられる。
- 1970年代後半に交通事故により重傷を負い、一命は取り留めたものの後遺症が残った。頭蓋骨の中に食い込んだガラスの破片は手術を重ねても完全に取り除くことが出来ず、時折激しい痛みに襲われたという。それでも復帰後のリングでは得意の頭突きを放ち会場を沸かせたが、頭蓋骨に食い込んだガラスによって皮膚が破れ、ほぼ確実に流血するようになってしまった。関係者は頭突きの使用を控えるよう進言したが、「使うと痛いからという理由で技を封印したとなれば、試合を見に来てくれるお客（ファン）は失望する」として頑として聞き入れず、頭突きにこだわり続けた。
- 少年時代に愛犬の珍島犬を日本軍の防寒具用に徴用された。愛犬は一旦は脱走して戻ってきたが連れ戻された。大木は守ってあげられなかった後悔の念から1994年に愛犬の石碑を建て、碑文に「二度とこの地で草一本犬一匹も外勢の犠牲となることがないように願う」などを記した[40]。
- 当時の韓国大統領であった朴正煕は大木のファンでもあり、大木の興行面でも支援を行っていたとされる。大木は朴から願いを問われた際に「故郷に電気を通して欲しい」と請願したことから、他の離島に先んじて1968年に居金島に電気が開通している[41]。しかし、朴の周辺が北朝鮮による暗殺計画などで周辺が慌ただしくなり、興行面を支援する余裕がなくなっていったとされ、朴正煕暗殺事件の発生で、政府により大木に対して行われていた多額の補助金捻出が打ち切られてしまった[20]。
- 2003年3月6日に高陽市一山チョンア公園で行われた生誕イベントでデザイナーのアンドレ・キムからガウンが贈呈された。イベントにはアブドーラ・ザ・ブッチャーも出席した[42]。
- 2011年12月17日、出生地の居金島に記念館を併設したキム・イル記念体育館が開館し、銅像の除幕式も行われた[43][44]。